# Max Fosh

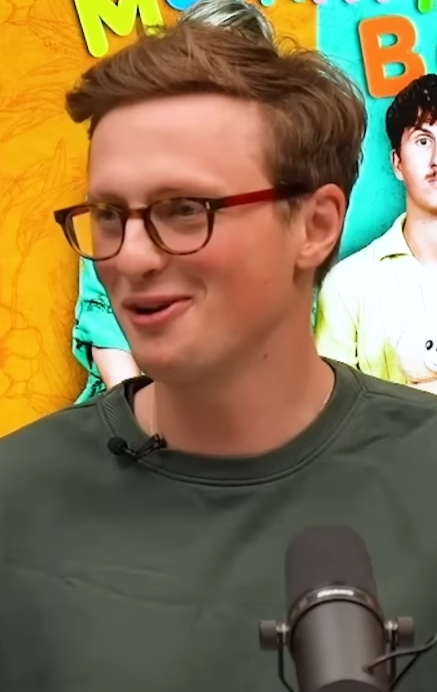
Max Fosh (2024)

Maximilian „Max“ Arthur Fosh (* 3. April 1995 in London) ist ein britischer YouTuber, Comedian und ehemaliger Radiomoderator.

## Leben
Fosh wurde 1995 im Londoner St Thomas’ Hospital geboren. Sein Vater Matthew Fosh spielte auf nationaler Ebene Cricket.
Seit 2017 ist Fosh auf YouTube aktiv. Im März 2021 kandidierte Fosh als parteiloser Einzelbewerber bei der Bürgermeisterwahl in London. Im Juni installierte er als Prank das Banner „Welcome to Luton“ in der Einflugschneise des Flughafens Gatwick um Fluggäste glauben zu lassen, sie seien am falschen Flughafen gelandet, vor dem Hintergrund, dass der Flughafen Luton als einer der schlechtesten Flughäfen Europas wahrgenommen wird. Er erreichte damit weltweit Beachtung in der Presse. 2023 schaffte er es durch einen Börsentrick, für kurze Zeit mit einer selbstgegründeten Firma mit einem Börsenwert von 500 Milliarden Britischen Pfund der reichste Mensch der Welt zu werden. Im März 2025 hatte er auf Youtube 4,5 Millionen Abonnenten.
Fosh nahm 2023 an einem Benefiz-Fußballspiel in London teil; er konterte eine Gelbe Karte des Schiedsrichters mit einer Retour-Karte aus Uno.
Im Jahr 2025 ließ sich Fosh im Rahmen eines Videoprojekts von der nicht anerkannten Mikronation Fürstentum Seborga für tot erklären, um eine Rückerstattung eines Flugunternehmens zu erhalten. Um sich nicht des Betruges schuldig zu machen, verzichtete er aber auf die endgültige Einforderung des Geldes.

## Comedy
Fosh tourte 2021 als Stand-up-Comedian mit seiner Show „Zocial Butterfly“ durch Großbritannien und präsentierte die Show beim Edinburgh Fringe. Fosh startete 2024 eine Welttournee mit dem Programm „Loophole“, die zwischen Oktober 2024 und März 2025 in Europa, Nordamerika und Ozeanien aufgeführt wurde.

## Auszeichnungen
- 2017: Best Newcomer bei den National Hospital Radio Awards der Hospital Broadcasting Association[20]
- 2024: Phil’s Bram Stoker Cultural Achievement Award der University Philosophical Society am Trinity College Dublin[21]